# Library 2.0

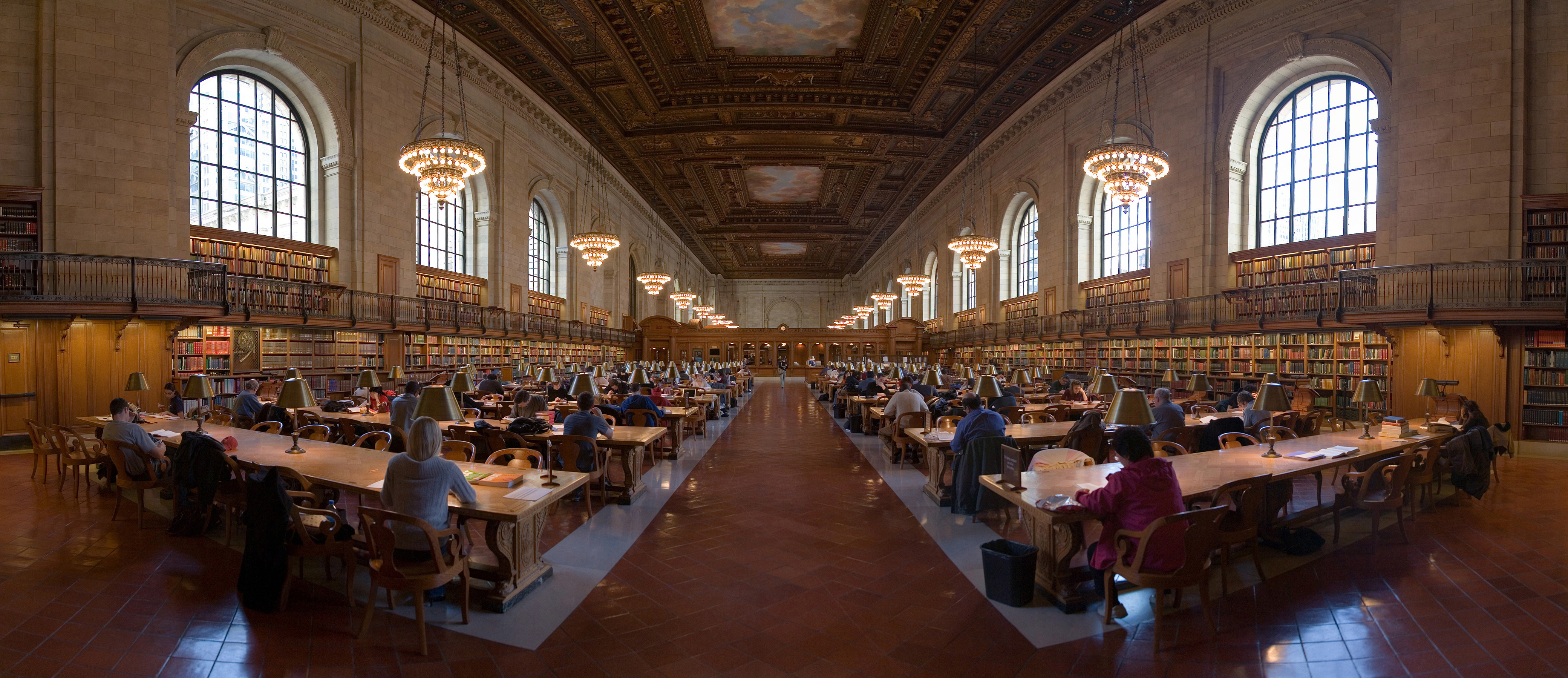
NYC公立図書館研究室

Library 2.0は、サービスがユーザーに提供される方法における、図書館世界の移行を反映する、最新の形式の図書館サービスのゆるやかに定義されたモデルである。焦点は、ユーザー中心の変更とコンテンツおよびコミュニティの作成への参加にあ。 Library2.0のコンセプトは、Business 2.0とWeb 2.0のから借りており、基本理念の一部が同一である。これには、OPACシステムの使用や、ユーザーから図書館への情報の流れの増加といったオンラインサービスが含まれている。
Library 2.0では、ライブラリサービスは常に更新され、再評価されて、ライブラリユーザーに最適なサービスを提供する。 Library 2.0はまた、フィードバックと参加を奨励することにより、図書館サービスの設計と実装において図書館ユーザーを活用しようとしている。 Radical Trustと呼ばれることもあるこの概念の支持者は、サービスのLibrary 2.0モデルが、何世紀にもわたって図書館を特徴づけてきた、伝統的な、一方向のサービス提供に最終的に取って代わることを期待している。

## 概要
「Library 2.0」という用語は、Michael Caseyが彼のブログ「Library Crunch」で、Business2.0およびWeb2.0から造られた。ケーシーは、図書館、特に公共図書館は、テクノロジー主導のサービスと非テクノロジーベースのサービスの両方で、Web2.0の要素の多くが図書館コミュニティ内で適用可能な価値を持つ岐路に立っていると示唆した。特に、図書館利用者の参加型の役割を促進しながら、図書館が絶え間ない変化のための戦略を採用する必要性を説明した。
Library 2.0は、2005年10月にInternet Librarian 2005でカンファレンスに初登場し、Saint Joseph County Public LibraryのMichael Stephensが、典型的な図書館のWebサイトに関連してこのアイデアに取り組んだ。
2006年9月にLibrary Journalに掲載された「Library 2.0: Service for the Next-Generation Library」というタイトルの記事は、図書館の管理者や納税者にとってのLibrary 2.0の利点として、「より効率的にサービスを提供し、財政投資に対してより大きな利益を得ることができる 」と表すことから始まっている。 記事は続けて、話題のLibrary 2.0は、図書館員にとって重要であり、顧客サービスや相互作用を根本的に変える可能性があると主張している。 
Library 2.0では、図書館サービスは、図書館ユーザーの変化するニーズを満たすために頻繁に評価および更新される。 Library 2.0はまた、図書館サービスの開発と保守へのユーザーの参加とフィードバックを促進するよう図書館に求めている。アクティブで権限を与えられたライブラリユーザーは、Library2.0の重要なコンポーネントである。情報とアイデアが図書館からユーザーへ、そしてユーザーから図書館へと双方向に流れることで、図書館サービスは絶えず迅速に進化し、改善できる。ユーザーとは、製品がバーチャルであるか物理であるかにかかわらず、参加者であり、共同作成者であり、ビルダーであり、およびコンサルタントである。
デジタルサービスを追求することの利点は、図書館が以前に図書館サービスを利用したことがない人を含め、より多くの人々をターゲットにできることである。 
Library 2.0が対処しようとしている懸念は、潜在的なユーザーが「十分に優れている」という理由でGoogleとWikipediaに目を向け、図書館が遅くて無関係であると認識していることである。 

## 主な原則
- ブラウザ+ Web2.0アプリケーション+接続=フル機能のOPAC。
- サービスの設計と実装の両方で、図書館のユーザーを活用すること。
- 図書館のユーザーは、図書館が提供するサービスを作成および変更できること。
- 周辺分野からのアイデアや製品を収集し、図書館サービスモデルに統合すること。
- 継続的にサービスの調査と改善を行い、何時でもより新しくより良いサービスに置き換えていくこと。

2009年、Holmbergほか、はLibrary 2.0の7つの主要な原則「対話性、ユーザー、参加、図書館と図書館サービス、WebとWeb 2.0、社会的側面、テクノロジーとツール」を特定した。そしてLibrary2.0を次のように定義した。「Library2.0は、ソーシャルウェブ技術によって触媒された新しい参加文化における、利用者と図書館の間の相互作用の変化である。」 
Alex Byrneは、図書館の文脈でWeb 2.0戦略を使用すると、図書館員の役割が、図書館のコレクションをナビゲートするのを助けるのではなく、「ほとんど未知の情報宇宙」を横断して顧客の情報リテラシーをサポートできるする役割に変わると主張している。 

## 懸念と考慮事項
Library 2.0に関するいくつかの懸念は、テクノロジーへのアクセス、プライバシー 、およびセキュリティに関連している。たとえば、CaseyとSavastinukは、常利用者が匿名でタグ付けまたはブログを作成できるようにすることを提案している。 2006年、人文科学の司書であるSteve Lawsonは、これらの懸念について議論するブログへのリンクを集めた「A Library 2.0 skeptic's reading lis」というタイトルのブログ投稿をした。Lawsonは、次のように述べている。「私は反図書館2.0主義者ではありません…私はLibrary 2.0を図書館の未来についての継続的な会話と考えたいのです。Library 2.0の、従来の常識に挑戦する声を集めるのは、意味のあることです。」 
もう1つの懸念は、Web 2.0テクノロジーの採用により、ユーザーが図書館システムで悪意のある表現やネットいじめを広めることができるということです。図書館員は、ユーザーコンテンツポリシーで悪意のある表現を定義し、それが発生したときにそれを特定することが奨励されている。 
スウェーデンの公共図書館でFacebookを介してソーシャルネットワーキングを使用する場合、図書館員は「常にFacebookを利用している」と表現され、Facebookの不具合により、サイト上でクライアントと築いてきた関係を失う可能性がある。 

## オンライン・パブリック・アクセス・カタログ（OPAC）
Library 2.0は、「ユーザー中心」の変更と相互作用に重点を置いた、新しいインターネットテクノロジーを通じて図書館サービスを提供する新しい方法です。 Web 2.0と同様に、フル機能のLibrary 2.0 OPACは、ユーザーがカタログを操作してコンテンツを共有するプロセスに関与が大きいほど、改善されます。
図書館員は、利用者が情報を見つけ、整理し、操作するのに役立つように、利用者がカスタマイズできる無限の可能性を秘めた方法で、図書館目録の再構築に取り組んできた。
これらの新しいタイプのカタログは、「分離された情報サイロ」から「相互リンクされたコンピューティングプラットフォーム」への移行である。以前は、情報の流れは、図書館からユーザーへ、ほとんど一方通行であった。新しいWebツールを使用すると、情報をリリースして、情報があらゆる方向（ライブラリからユーザー、ユーザーからライブラリ、ライブラリからライブラリ、ユーザーからユーザー）に流れる。
Jessamyn Westは、彼女のlibrarian.net Webサイトで、「What We Want: An OPAC Manifesto」を作成しました。これは、図書館のスタッフ、オタク、およびOPACのユーザーのニーズを分析したものです。これらの貴重な提案は、図書館員に、OPACのユーザーが望む柔軟性、カスタマイズ性、および平易な表現のアプローチを知らせる。図書館員は、改善計画を開始できるように、これらの問題を認識している必要がある。 
Nishat Kaziは、図書館に参加するときにクライアントの関心領域を記録し、OPACでアカウントにログインするときに、関心に一致する新しいアイテムを表示することを勧めている。Kaziはまた、クライアントがOPACでアイテムをランク付けしてレビューできるようにし、他のクライアントにこれらのレビューに返信する機会を与えることを勧めている。検索を容易にするために、図書館員が追加したキーワードに加えて、クライアントがキーワードを追加することもできます。 

## 人工知能と参加型ライブラリ
中国では、Xiaotuという名前の参加型図書館が清華大学によって開発された。 Xiaotuは、ユーザーがモバイルアプリやソーシャルネットワークを介して、会話やチャットで対話できる人工知能ライブラリである。清華大学図書館の機能とソーシャルネットワークおよびサードパーティのリソースを組み合わせたリアルタイムの仮想レファレンスサービスを提供する。このシステムは、ユーザーが不足している情報や間違った情報を見つけたときにユーザーから更新を受け取る自己学習機能で構成されている。中国最大のソーシャルネットワークに接続されており、簡単にアクセスでき、中国の清華大学の学生がアクセスできる読書グループを所有している。そのナレッジベースには、Wikipedia及び中国でWikipediaに該当するサービス、大学の教授によって改訂されたコンテンツ、大学図書館から蓄積されたよくある質問（FAQ）、および中国のインターネットで提示されるその他のサードパーティのリソースが含まれる。 

## 議論
Library 2.0は、ブロゴスフィアでの議論の源となっています。一部の図書館員ブロガーは、これらの重要な原則は新しいものではなく、19世紀以来、多くの図書館改革者の奉仕哲学の一部であったと主張しています。他の人々は、図書館がどのように図書館2.0に到達できるかについてのより具体的な例を求めています。たとえば、Walt Crawfordは、Library 2.0は、優れたアイデアであり、ライブラリアンシップにとって目新しいものではないツールや姿勢と、すべてのユーザーやユーザーコミュニティに役立つわけではない少数のビジネスやツールに焦点を当てた姿勢の組み合わせからなり、図書館をすべてのユーザーがすべての情報を収集するための適切なソースとするのは間違っていると論じている。 
Stephen Abram、 Michael Stephens、  Paul Miller などのLibrary2.0の支持者は、これらの批判に対し、Library 2.0の個々の部分は完全に新しいものではないかもしれないが、多くの新しいWeb2.0テクノロジーを使用したこれらのサービスの目標とアイデアは、新世代の図書館サービスにつながるとしている。これには、図書館によるオンラインソーシャルネットワークの使用が含まれている。
Library 4.0は、メーカースペース、コンテキストアウェアテクノロジー、オープンソース、ビッグデータ、クラウドサービス、拡張現実、最先端のディスプレイを含むものとして提案されている。 

## 関連する項目
- クラウドソーシング
- フォークソノミー
- 学習2.0
- セカンドライフの図書館
- ユーザー作成コンテンツ
- Web 2.0

## もっと読む
- Abdullah, Noorhidawati; Chu, Samuel; Rajagopal, Sandhya; Tung, Abigail; Kwong-Man, Yeung (31 January 2015). “Exploring Libraries' Efforts in Inclusion and Outreach Activities Using Social Media”. Libri 65 (1). doi:10.1515/libri-2014-0055. hdl:10722/214683.
- Anttiroiko, Ari-Veikko; Savolainen, Reijo (January 2011). “Towards Library 2.0: The Adoption of Web 2.0 Technologies in Public Libraries”. Libri 61 (2). doi:10.1515/libr.2011.008.
- Blyberg, John (2005). ILS Customer Bill of Rights, Blyberg.net
- Blyberg, John (2006). 11 reasons why Library 2.0 exists and matters, Blyberg.net
- Boog, J. (2005). Library 2.0 Movement Sees Benefits in Collaboration with Patrons, Publish, November 2005. [リンク切れ]
- Boxen, J. (2008). Library 2.0: A Review of the Literature. Reference Librarian, 49(1), 21–34.
- Casey, Michael (2005). Working Towards a Definition of Library 2.0, LibraryCrunch, 21 October 2005.
- Casey, M. & Stephens, M. (2005). Where Do We Begin? A Library 2.0 Conversation with Michael Casey, ALA TechSource Blog, December 2005.
- Casey, Michael & Savastinuk, Laura (2007). Library 2.0: A Guide to Participatory Library Service, Information Today Press, 2007. ISBN 978-1-57387-297-3, 1-57387-297-0
- Courtney, Nancy. (2007) Library 2.0 and Beyond: Innovative Technologies and Tomorrow's User, Libraries Unlimited, 2007. ISBN 978-1-59158-537-4
- Deodato, Joseph (2 September 2014). “The patron as producer: libraries, web 2.0, and participatory culture”. Journal of Documentation 70 (5):  734–758. doi:10.1108/JD-10-2012-0127.
- Farkas, Meredith G. (2007). Social Software in Libraries: Building Collaboration, Communication, and Community Online. Information Today, 2007. ISBN 978-1-57387-275-1, 1-57387-275-X
- Harris, Christopher (2006). Library 2.0 Week (Updated), Infomancy, January 2006.
- Harris, Christopher (2006) "School Library 2.0", School Library Journal, May 1, 2006.
- Kwanya, T., Stilwell, C., & Underwood, P. G. (2009). "Library 2.0: revolution or evolution?" South African Journal of Libraries & Information Science, 75(1), 70–75.
- Kwanya, T.; Stilwell, C.; Underwood, P. G. (10 November 2011). “Library 2.0 versus other library service models: A critical analysis”. Journal of Librarianship and Information Science 44 (3):  145–162. doi:10.1177/0961000611426443.
- Levine, Jenny (2005). Hello, Library (1.0) World!, ALA TechSource Blog, 10 October 2005.
- Tandi Lwoga, Edda (23 August 2013). “Measuring the success of library 2.0 technologies in the African context”. Campus-Wide Information Systems 30 (4):  288–307. doi:10.1108/CWIS-02-2013-0011.
- Maness, J. (2006).Library 2.0 theory: Web 2.0 and its implications for libraries. Webology, 3(2), 2006.
- Miller, P. (2006). Library 2.0: The Challenge of Disruptive Innovation, Talis February 2006.
- Sodt, Jill M.; Summey, Terri Pedersen (26 February 2009). “Beyond the Library's Walls: Using Library 2.0 Tools to Reach Out to All Users”. Journal of Library Administration 49 (1–2):  97–109. doi:10.1080/01930820802312854.
- Stephens, Michael (2006). "Web 2.0 & Libraries: Best Practices for Social Software", Library Technology Reports, 42:4.
- Talis Talk (31 January 2006). "Podcast with Thomas Brevik, Michael Casey, Ken Chad, Paul Miller, T. Scott Plutchak, Michael Stephens and Richard Wallis".
- Zimmer, M. (2013). "Assessing the Treatment of Patron Privacy in Library 2.0 Literature". Information Technology and Libraries, 32(2), 29–41
- Zimmer, M. (2013). "Patron Privacy in the '2.0' Era: Avoiding the Faustian Bargain of Library 2.0". Journal of Information Ethics.